# دنیاگیری کووید-۱۹ در آندورا
دنیاگیری کووید-۱۹ در آندورا بخشی از دنیاگیری بیماری کروناویروس ۲۰۱۹ در جهان است. اولین مورد تأیید شده در آندورا در ۲ مارس ۲۰۲۰ در شهر آندورا لا ولا اعلام شد.